# Michał Hieronim Radziwiłł

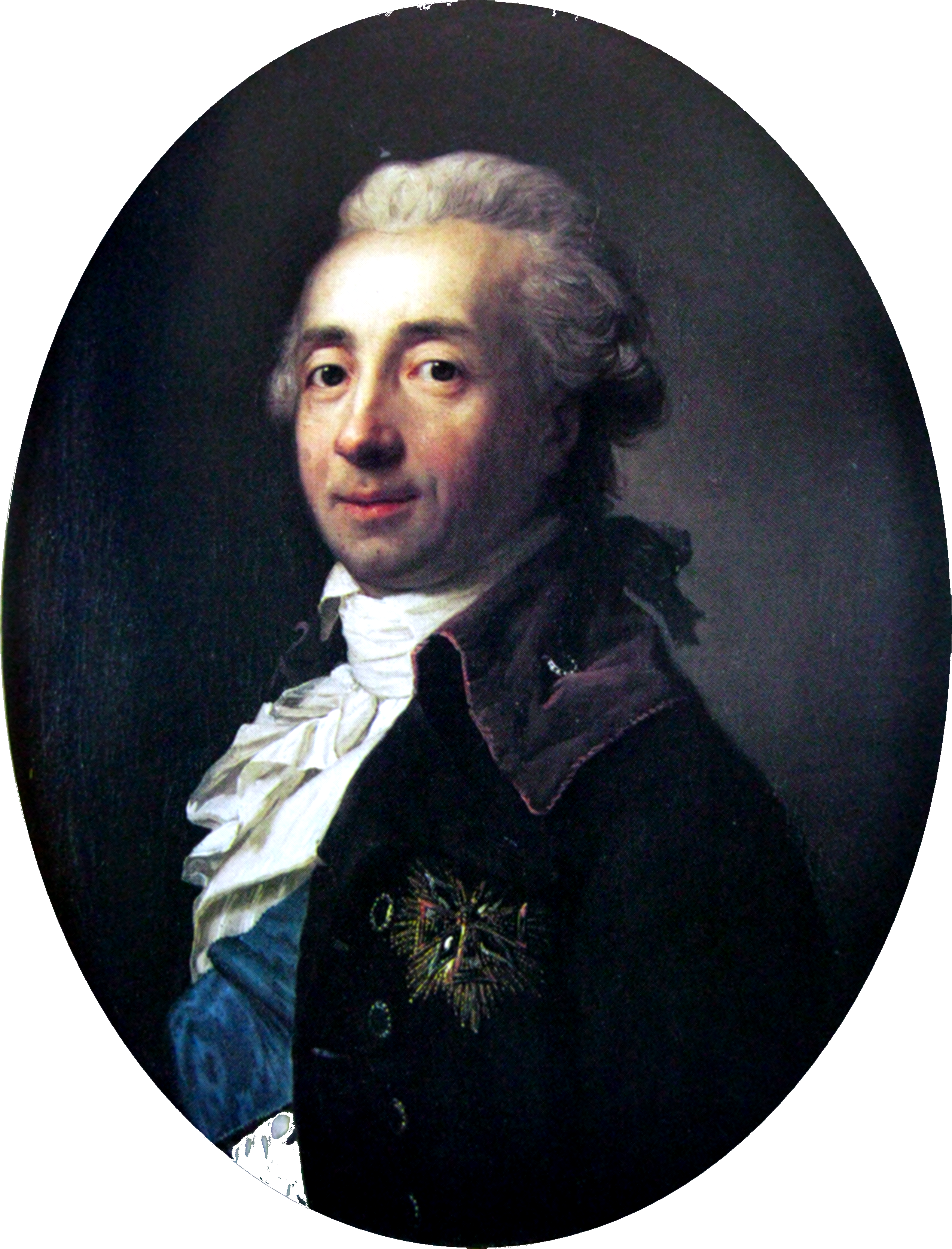
Anton Graff: Michał Hieronim Radziwiłł, 1785, Warschau.

Fürst Michał Hieronim Radziwiłł (* 10. Oktober 1744; † 28. März 1831) war ein polnisch-litauischer Magnat.

## Herkunft
Er entstammte dem Zweig Klezk (Belarus) der Familie Radziwiłł, die 1515 von Kaiser Maximilian I. in den Reichsfürstenstand erhoben wurde und noch heute in zahlreichen Linien existiert. Seine Eltern waren Fürst Marcin Mikołaj Radziwiłł (1705–1782), 7. Majoratsherr von Klezk und Großvorschneider von Litauen, und dessen zweite Gattin Marta Trembicka († 1812).

## Leben
Michał Hieronim wurde 1771 mit Gräfin Helena Przeździecka (1753–1831) verheiratet. Der Ehe entstammten vier Söhne und drei Töchter, worunter Antoni Henryk Radziwiłł (1775–1833), Gatte von Prinzessin Luise von Preußen (1770–1836), Statthalter der preußischen Provinz Posen und Komponist, sowie General Michał Gedeon Radziwiłł (1778–1850), nach dem Novemberaufstand 1831 kurze Zeit Oberbefehlshaber der polnischen Truppen.
1774 gelangte Michał Hieronim in den Besitz von Schloss Nieborów (zwischen Warschau und Łódź). Vor dem Untergang Polen-Litauens war er 1790–1795 letzter Woiwode von Vilnius. Nach dem Tod seines älteren Bruders, Fürst Józef Mikołaj (1736–1813), dem 8. Majoratsherrn von Klezk, wurde dieser Titel Michał Hieronims ältestem Sohn Ludwik Mikołaj (1773–1830) übertragen.

## Anmerkung
1. ↑  Litauisch: Mykolas Jeronimas Radvila.

| Personendaten    | Personendaten                 |
| ---------------- | ----------------------------- |
| NAME             | Radziwiłł, Michał Hieronim    |
| ALTERNATIVNAMEN  | Radziwill, Michael Hieronymus |
| KURZBESCHREIBUNG | litauisch-polnischer Magnat   |
| GEBURTSDATUM     | 10. Oktober 1744              |
| STERBEDATUM      | 28. März 1831                 |